# Ladislav Weyrostek
Ladislav Weyrostek (17. ledna 1920 Telnice – 22. listopadu 1989 Čelákovice) byl český duchovní, farář Církve československé husitské.

## Život
Středoškolská studia absolvoval na reálném gymnáziu v Brně a v Praze-Libni. Po úspěšném složení maturitní zkoušky v roce 1939 se přihlásil na HČEFB v Praze. Po uzavření českých vysokých škol se vzdělával stejně jako ostatní bohoslovci sekce Církve československé v poloilegálních kurzech probíhajících v Bohoslovecké koleji. Od prosince 1939 do listopadu 1942 zároveň působil jako pomocný učitel náboženství a administrativní pracovník v náboženské obci Praha-Libeň. Na kněze jej biskup – správce církve Ferdinand Stibor vysvětil 8. listopadu 1942, vzápětí byl ustanoven jako zástupce faráře v Pacově. Přestože se na něho jako na vysvěceného kněze nevztahovala pracovní povinnost pro Říši, byl od 15. března 1943 do 16. června 1943 nuceně pracovně nasazen jako pomocný dělník v Mnichově. V březnu 1944 se oženil s Jiřinou Broumovskou, se kterou vychovával syny Jiřího a Ladislava. Duchovním domovem se mu po Pacově stala náboženská obec Čelákovice.
V prosinci 1946 byl přeložen z Pacova do náboženské obce Čelákovice, kde sloužil krátce jako pomocný duchovní a následně jako farář až do odchodu do trvalého důchodu v květnu 1989. Jediným přerušením ve farářově mnohaleté službě pro náboženskou obec v Čelákovicích se stala dvouletá vojenská prezenční služba, kterou musel v letech 1951 až 1953 vykonat u Pomocných technických praporů (nastupoval k PTP v Libavě). V Čelákovicích se v prvních letech jako vzdělavatel Obce baráčníků zapojil i do spolkové činnosti.